# Cucina piacentina
Con l'espressione cucina piacentina s'intende l'insieme dei piatti della tradizione culinaria della provincia italiana di Piacenza.

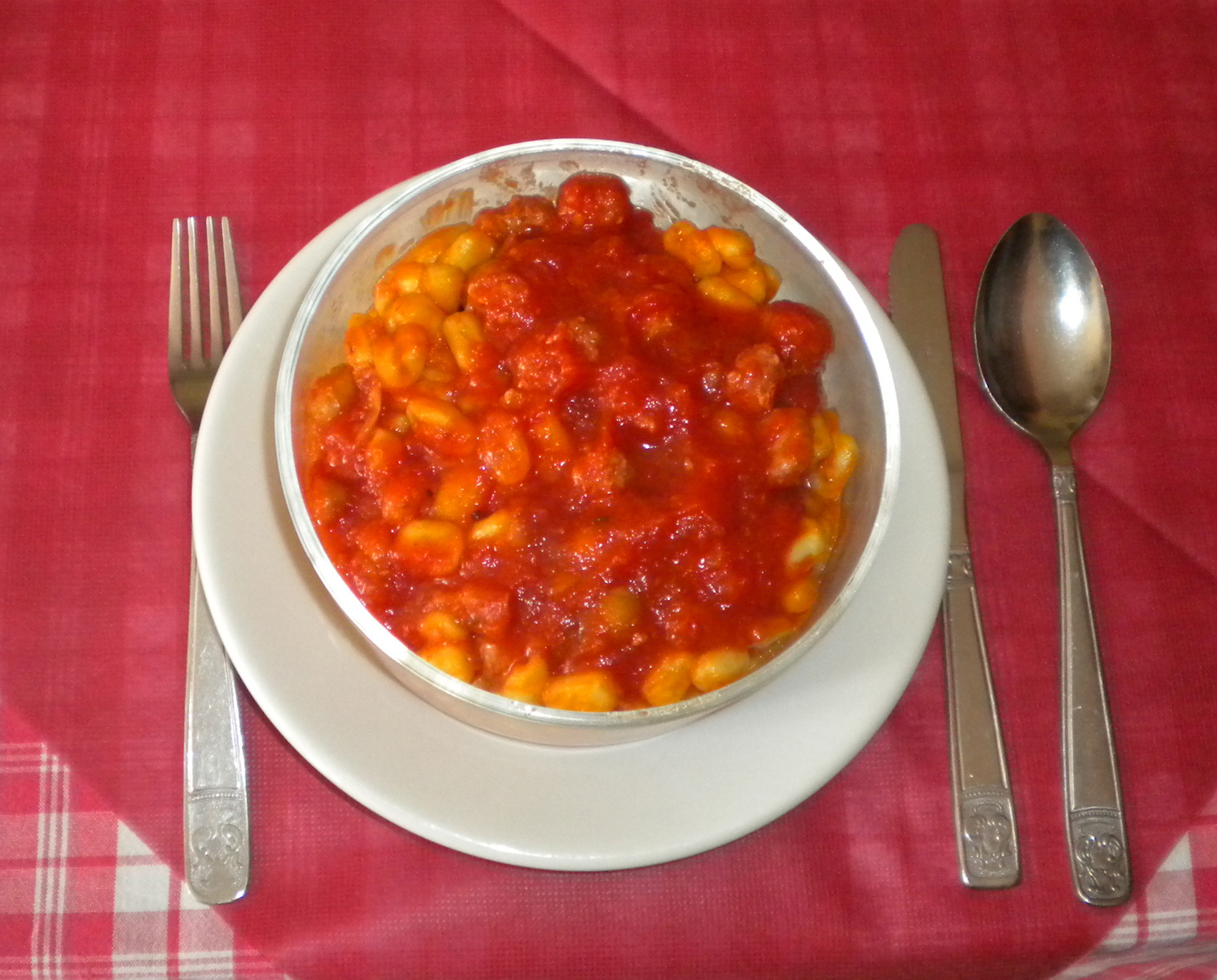
Piatto di pisarei e faśö.

## Storia
È una gastronomia forte di piatti noti e apprezzati anche fuori dal territorio e non solo in tempi recenti. Anticamente si utilizzava l'espressione “roba de Piasensa” per descrivere la prelibatezza di certe pietanze, specialmente formaggi e salumi. Nel XVIII secolo il cardinale piacentino Giulio Alberoni, primo ministro di Spagna al servizio di Filippo V, oltre a rifornire la corte di prodotti provenienti dal Piacentino, fece appositamente prepare piatti del territorio alla regina Elisabetta Farnese.
Pur essendo una cucina fortemente vincolata alla terra come tante della Pianura padana, risulta però molto ricca e variegata, unendo una gastronomia della campagna ad un'altra che caratterizzava le famiglie nobiliari di Piacenza. Inoltre, diverse possono essere le varianti locali di uno stesso piatto. Una sua caratteristica è quella dell'utilizzo di carni equine (cavallo ed asino), essendo sempre stata Piacenza un importante avamposto militare dove erano facilmente reperibili i suddetti animali.
Vista la posizione geografica occupata dalla provincia di Piacenza, lembo occidentale d'Emilia incuneata tra Lombardia e Liguria e per un breve tratto confinante anche con il Piemonte, la tradizione culinaria piacentina è il risultato della mescolanza di varie contaminazioni regionali e componenti. Si distinguono quella emiliana del salume e della pasta; quella lombarda del riso (che è anche piemontese), della büśécca o trippa, dei pesci del Po e della lüganga"(la salsiccia lombardo-veneta); e quella ligure che fa grande uso della verdura. Vi è poi una base comune in tutto il nord Italia che è quella della polenta, piatto povero per eccellenza, e delle paste ripiene (di cui si fa un gran consumo in Emilia). Come nelle altre cucine del Settentrione, anche in quella piacentina si utilizzano tradizionalmente il burro e lo strutto, al posto degli olii vegetali, per friggere gli alimenti.
Al momento la provincia di Piacenza è l'unica in Italia, oltre che l'unico distretto amministrativo europeo, ad annoverare tre salumi tipici protetti con il marchio D.O.P. (coppa, pancetta e salame piacentini). Inoltre i vini D.O.C. contrassegnati dal marchio Colli piacentini sono ventuno.

## Antipasti

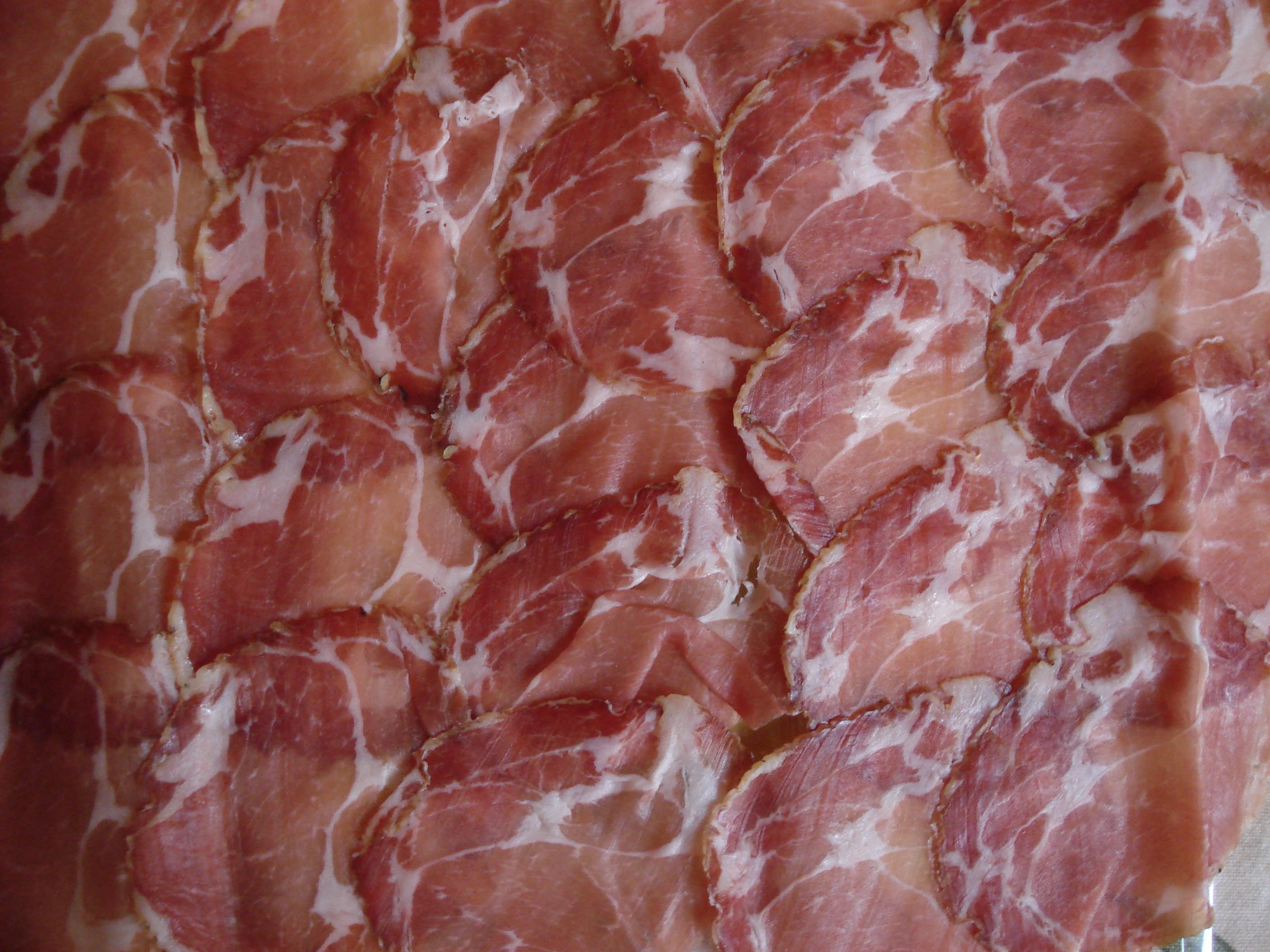
Coppa piacentina

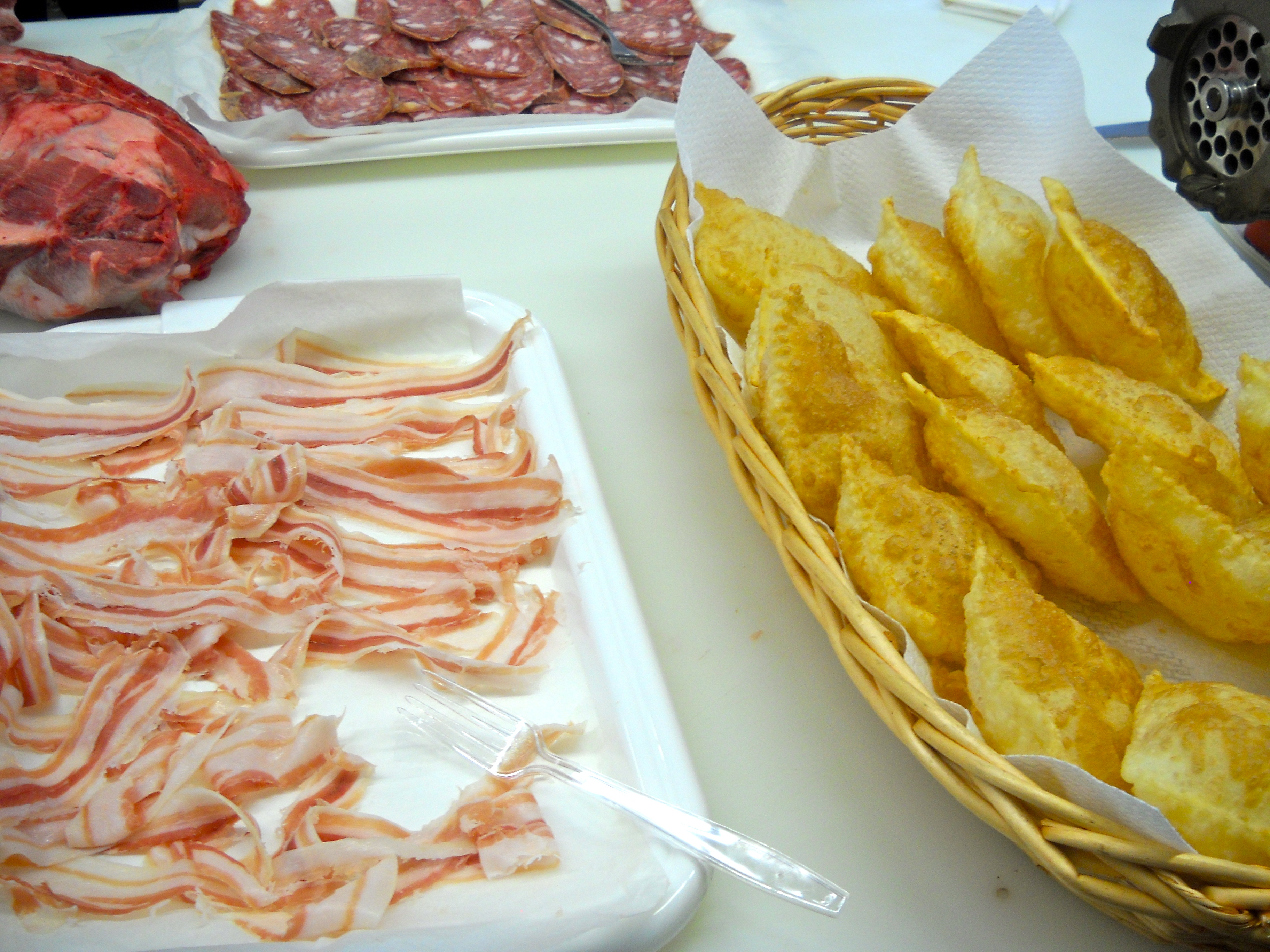
Pancetta e chisolino

Il tradizionale antipasto piacentino è composto da salumi. Oltre ai già citati prodotti D.O.P.
- coppa piacentina
- pancetta piacentina
- salame piacentino

sono diffusi 
- il salame gentile[8][9]
- la mariola (mariöla), un salame a grossa pezzatura, tozzo e corto o dalla forma a palla; è Presidio di Slow Food[10][11][12]
- il culatello piacentino, affine a quello D.O.P. parmense di Zibello, viene prodotto nella pianura orientale piacentina[13][14]
- il fiocchetto, insaccato ricavato dalla coscia del maiale che prevede una lavorazione simile a quella del culatello ed una stagionatura più breve[15][16]
- lo strolghino, un piccolo salame confezionato con le parti magre del culatello e del fiocco di prosciutto
- la pistä d' grass o  grass pist, lardo di maiale pestato o tritato con aglio, prezzemolo e carota[17][18]
- i ciccioli o graséi, pezzi di carne e grasso di maiale cotti, salati ed essiccati[19]

L'abitudine di servire i salumi con riccioli di burro, così come di presentarli insieme a prodotti sott'olio ha origini piuttosto recenti ed è stata introdotta dai ristoratori della zona.
Accompagnano o sostituiscono i salumi
- la torta di patate, torta salata tipica dell'Appennino piacentino[20] dove è riconosciuta con il marchio De.Co. (Denominazione comunale d'origine) nel comune di Farini; è costituita da una base di pasta sfoglia sulla quale si pone un impasto composto da patate schiacciate, burro, grana, cipolla, sale e, secondo alcune varianti famigliari, spennellata con salsa di pomodoro
- i funghi sott'olio sull'Appennino
- gli stricc' in carpion, lasche del Po in carpione
- la bortellina (burtleina), una sorta di frittella a base di farina, acqua e sale da accompagnare con salumi o formaggi morbidi preparata secondo varie ricette:
  - rivergarese, composta da farina, acqua, uova, mela e latte
  - bettolese, pagnotta vuota all'interno, il cui impasto è composto esclusivamente da farina, acqua e sale (De.Co a Bettola)[21][22]
  - della Val Luretta, preparata con l'aggiunta di uova e cipollotto (bavaron)[23]
- batarö focaccine composte da un misto di farine di grano e mais, da farcire con i salumi, tipiche della Val Tidone e della Val Luretta[24]
- chisöla, focaccia con i ciccioli tipica della Val Tidone[4], riconosciuta con la De.Co a Borgonovo Val Tidone[25]

Nella Bassa piacentina al confine con il Parmense ed il Cremonese è tradizionale la preparazione del chisulén (italianizzato in chisolino), conosciuto come gnocco fritto o torta fritta in altre zone dell'Emilia. È valorizzato con il marchio De.Co dall'amministrazione comunale di Fiorenzuola d'Arda.

## Primi piatti
La gastronomia della provincia di Piacenza è particolarmente ricca di primi piatti. Si tratta per lo più di preparazioni di pasta, di riso o di paste ripiene, in linea con la tradizione dell'Emilia e delle regioni confinanti. Tra i più popolari risultano:

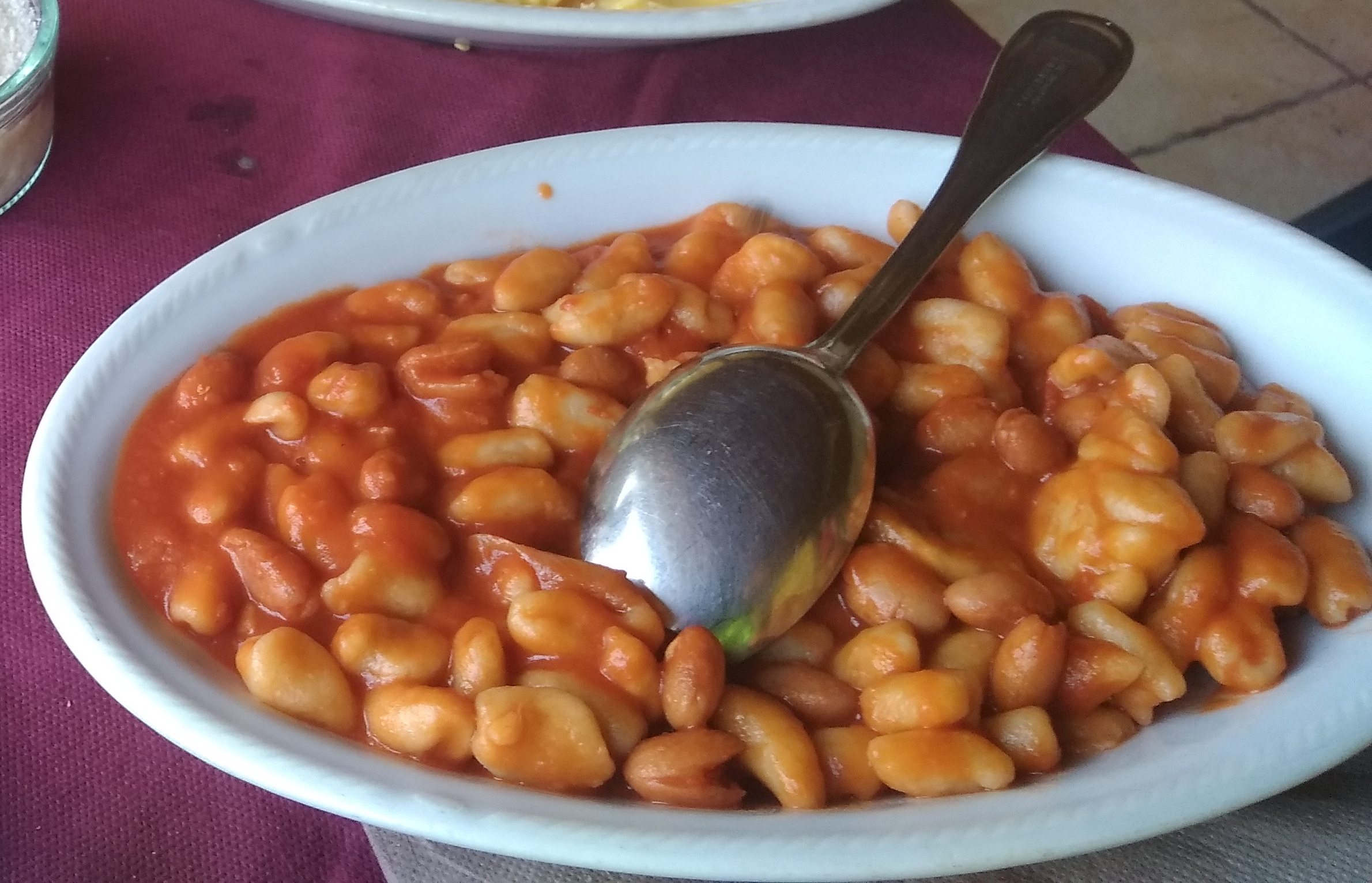
Pisarei e faśö

- anolini (anvein o anven), pasta all'uovo ripiena di stracotto di manzo, pane grattugiato, Grana Padano, uova e noce moscata, cotti poi nel brodo di carne, tipicamente nel brodo cosiddetto di terza cioè ottenuto da tre differenti carni diverse (cappone o pollo, vitello o manzo e maiale)[29];
- anolini della Val d'Arda (anven), variante della ricetta precedente, il cui ripieno è costituito da Grana, pangrattato e noce moscata. Sono riconosciuti prodotto De.co. dal comune di Fiorenzuola d'Arda;

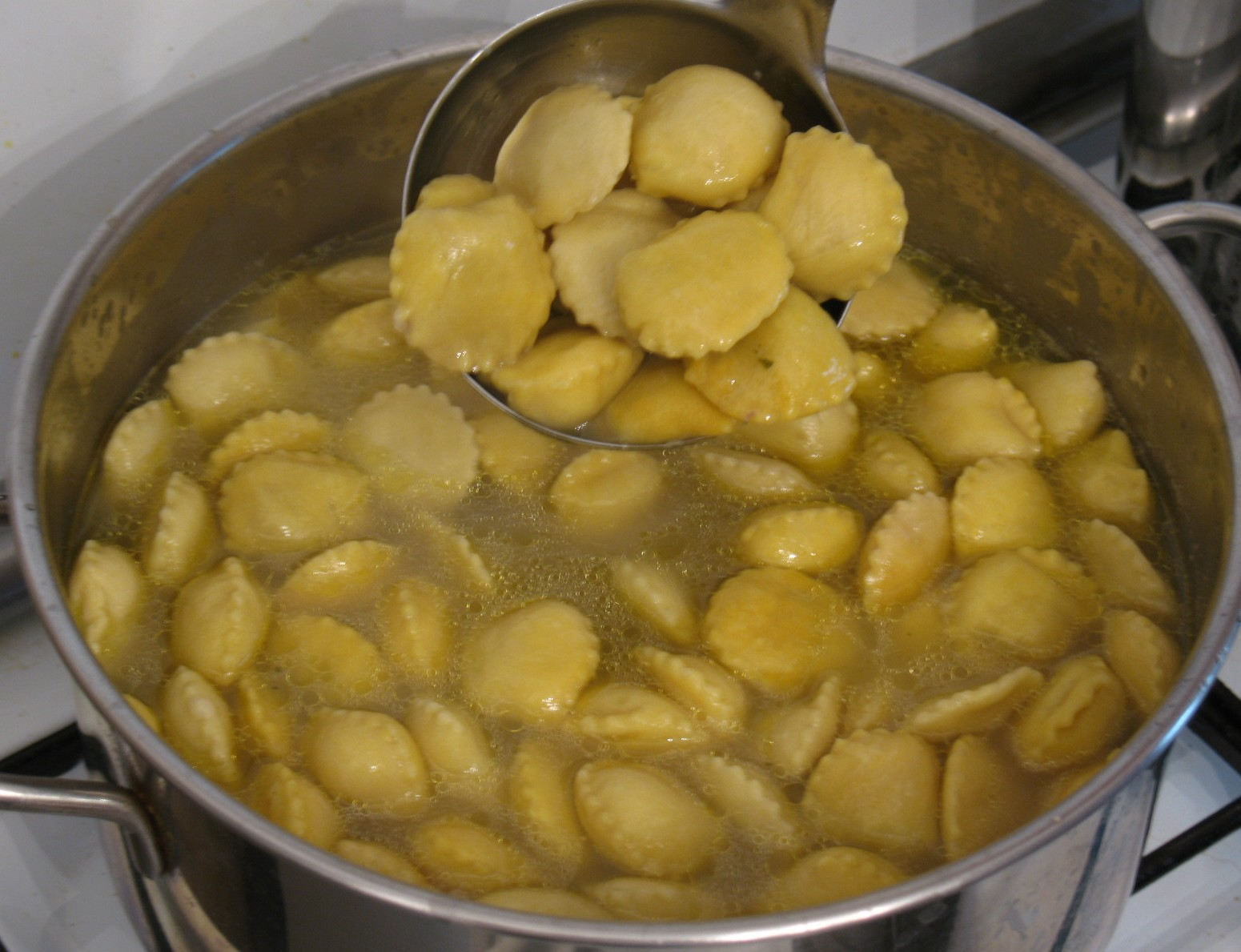
Anolini in brodo

- anolini o agnolotti alla bobbiese (anvìn a ra bubièiśa), variante di Bobbio degli anolini piacentini, fortemente somigliante agli agnolotti pavesi. Si distinguono dalle altre tipologie di anolini per la forma più grossa a cappelletto e per essere tradizionalmente serviti asciutti e conditi con sugo di stracotto[30][31];
- bomba di riso[32][33] (bomba ad riś), pasticcio di riso e carne di piccione con funghi, animelle o tartufi, era il piatto tradizionalmente preparato a Ferragosto nella provincia piacentina. La storia racconta che fosse il piatto preferito di Elisabetta Farnese, regina di Spagna (1692-1766), che conobbe il piatto tipico grazie al suo primo ministro, il cardinale piacentino Giulio Alberoni, che da Bobbio lo portò alla corte spagnola e nelle diplomazie italiane ed europee. La regina Elisabetta ordinò che la bomba di riso fosse presente ogni giorno sulla tavola reale. Composta oggi da riso, spezzatino di vitello e di maiale, salsiccia, pancetta, funghi, concentrato di pomodoro, burro, uova, grana, pane grattato, carota, cipolla, gambo di sedano, alloro, brodo vegetale, olio, sale e pepe;
- lasagne alla bobbiese della Vigilia[34] (laśàgn ad Nadäl o laśàgn con i fonś ad mägar), cena tipica della vigilia del Natale, come primo di magro, composta da lasagnette di forma irregolare o triangolare o a rombi usati come ritagli di pasta avanzata dalla sfoglia degli agnolotti che si preparavano per il pranzo di Natale; pasta all'uovo condite semplicemente con sugo di funghi o besciamella magra e sugo di funghi.
- maccheroni bobbiesi[35][36] (I macaròn fàt cón l'angùcia in dialetto bobbiese, nome depositato), pasta forata con un ferro da calza che ricorda un antico piatto del Medioevo, già descritta nel Liber de Arte Coquinaria dal Maestro Martino da Como, cuoco del Patriarca di Aquileia nel XV secolo. È condita con sugo di stracotto di manzo tagliato e sfilacciato al coltello. A Bobbio non mancano a tavola il 23 novembre, e giorno di San Colombano, patrono della città, e nelle feste più importanti. Sono valorizzati con il marchio De.Co dall'amministrazione comunale di Bobbio;
- malfatti (mälfatt), gnocchetti composti da ricotta e bietole e cotti al forno; altro piatto variante più semplice dei pinoli e sempre tipica di Bobbio e dell'Alta Val Trebbia;
- marubini (marüben), altra variante degli anolini, diffusa nella pianura piacentina nord-orientale e nel Cremonese con ripieno di manzo brasato, arrosto di vitello e maiale, e Grana;
- meśś manag dal frä (mezze maniche del frate), pasta "mezze maniche" ripiene e cotte in brodo. Il ripieno è lo stesso degli anolini e quindi può essere costituito da stracotto, pangrattato e Grana e noce moscata[37][38]; è un piatto della Bassa piacentina[37] e della Val d'Arda[38];
- pansoti alla salsa di noci (ajà), piatto tipicamente ligure ma consumato anche in alta Val Trebbia, dove è forte l'influenza della cucina ligure, di cui i pansoti sono forse la pasta più nota;
- panzerotti alla piacentina cilindretti di pasta, da cuocere al forno, ripieni di ricotta, spinaci e Grana (lo stesso dei tortelli alla piacentina). Per quanto molto noti nel territorio, sono un piatto di recente introduzione, ideato nella seconda metà del Novecento da una trattoria di Piacenza[39][40][41].
- pinoli (pìn, pini o pé da lèśa), panetti risultati dall'amalgama di farina, erbette o biete, burro, sale e pepe, ricotta, pane grattato, formaggio Grana o parmigiano o formaggio di pecora grattugiato, uova, noce moscata; alcune varianti prevedono anche l'uso delle patate lesse; conditi con sugo di carne o con burro e salvia o nella variante moderna con sugo di funghi o di salsa di pomodoro e basilico, è una ricetta tipica di Bobbio e dell'Alta Val Trebbia[42];
- pisarei e faśö, primo piatto di gnocchetti e fagioli borlotti lessati. Gli gnocchetti sono di farina, pangrattato e acqua, che può essere sostituita dal latte; il sugo è costituito da passata di pomodoro, fagioli borlotti, lardo o pancetta piacentina per insaporire. Il comune di Piacenza ha attribuito il marchio De.Co. al piatto[43];
- tagliatelle con salsa di noci, altro piatto che risente dell'influenza ligure;
- torta di riso alla bobbiese (turta ad riś), torta di riso, costituita da una base di pasta sfoglia composta di farina, burro, acqua, sale, sulla quale si pone un impasto composto da riso, uova, grana, funghi, cipolla, prezzemolo, acqua, olio, sale e pepe. È tipica di Bobbio e dell'alta Val Trebbia ed influenzata dalla cucina della vicina Liguria[44];
- tortelli alla piacentina, con ripieno di magro composto da ricotta, spinaci e Grana, hanno ottenuto il marchio De.Co. nel comune di Vigolzone[45];
- tortelli alle ortiche, con ripieno di magro composto da ricotta, ortiche, noce moscata e Grana. A Bobbio è un uso una variante che prevede sfoglia verde eforma a medaglione o a mezzaluna. Si accompagnano tradizionalmente con burro e salvia ma anche con sugo di funghi;
- tortelli di farina di castagne[46], piatto dell'Appennino dove un tempo le castagne, usate per il ripieno, erano uno dei pochi alimenti sempre disponibili (la farina di castagne è De.co a Ferriere);
- tortelli di zucca diversamente da quelli di altre province limitrofe, la variante piacentina non prevede mostarda e amaretti nel ripieno[47];

## Secondi piatti
Una peculiarità della cucina piacentina, che la contraddistingue nel panorama delle cucine locali italiane, è il consumo di carni equine. Sono tre i piatti di questo tipo:
- pìcula 'd cavall, ricetta a base di carne di cavallo tritata finemente. Può essere accompagnata alla polenta[48]
- stracotto d'asinina, ganassino di giovane asina cotto per parecchie ore nel vino rosso (Barbera o Gutturnio), passata di pomodoro, lardo, burro, carote, sedano, alloro, aglio e cipolla[49]; ha ottenuto il riconoscimento De.Co. del comune di Rottofreno
- faldìa, sottilissima cotoletta ricavata dal diaframma del cavallo[50].

Tra le ricette a base di altre carni si citano:
- stracotto alla piacentina, manzo cotto in casseruola con sugo di pomodoro, aromi e vino[51];

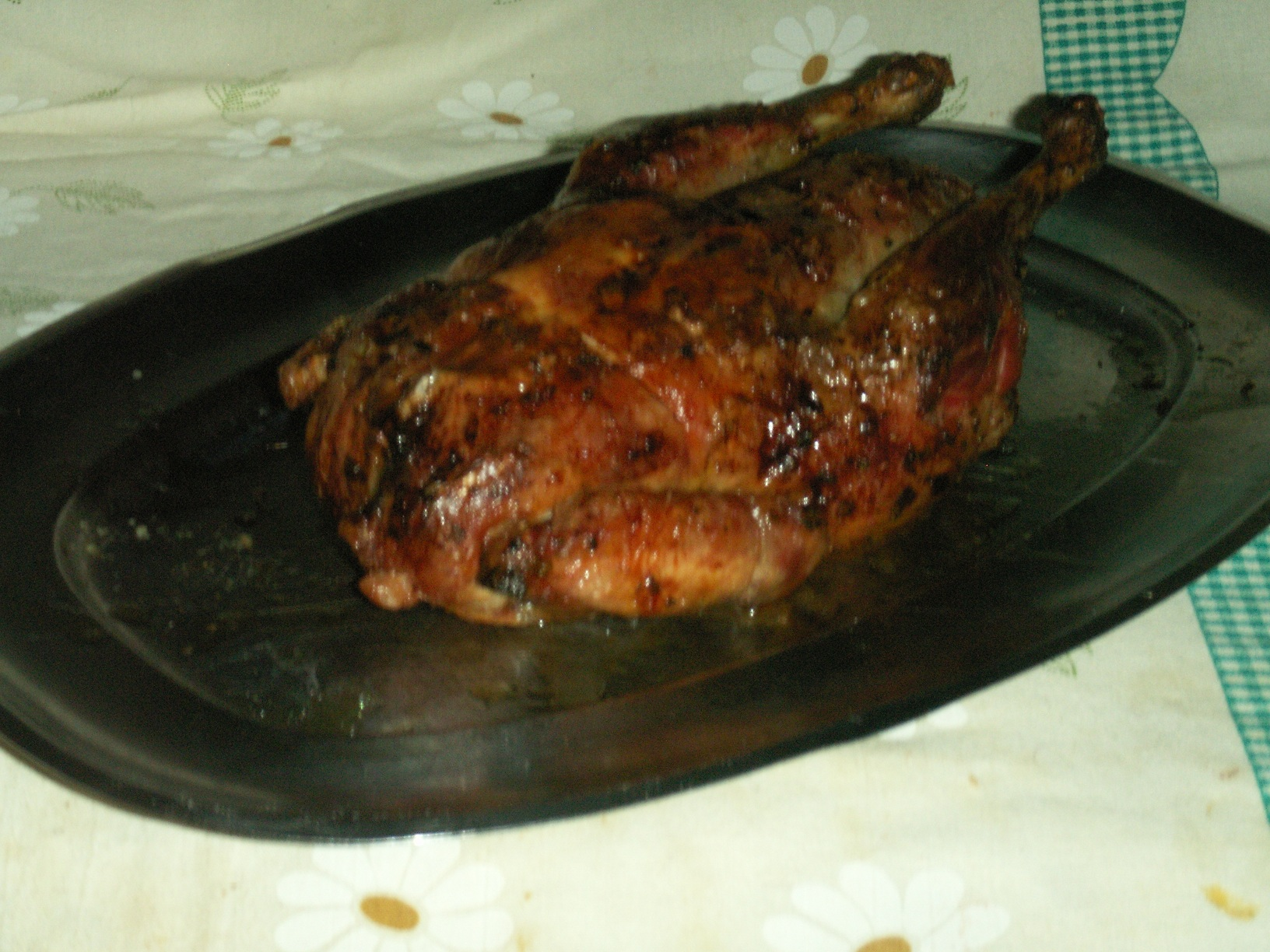
Faraona ripiena al forno

- faraona arrosto;
- faraona alla creta[52];
- anatra arrosto[53], piatto consumato in occasione delle feste patronali e del Ferragosto[54];
- trippa alla piacentina (büśécca), interiora di manzo tagliate a listarelle e cotte per parecchie ore insieme a sedano, carota, cipolla, aglio, aromi, sale, pepe, salsa di pomodoro, brodo e fagioli bianchi di Spagna[55];
- salame cotto (salamm da cotta, salamm cott), tradizionalmente servito con abbondante polenta o purea di patate oppure presentato anche come antipasto. Viene preparato anche in crosta di pane[56]. È prodotto De.Co. a Ponte dell'Olio;
- brachettone (ar bragtòn in dialetto bobbiese), salume da cuocere realizzato con la spalla del maiale conciata, cucita nella cotenna e fatta stagionare fra due fascette di legno[57]. Ormai rarissimo, è originario di Bobbio e del suo circondario, dov'è ancora nelle salumerie artigianali e servito cotto in alcuni ristoranti. Un tempo tipico del Carnevale, si serve tagliato a fette spesse con polenta o purea, oppure con legumi vari cucinati in casseruola, come fagioli o lenticchie[58]. È prodotto De.Co. a Bobbio;
- tasto o tasca[59][60] (tast o picaia), punta di vitello ripiena, molto simile alla
  - cima diffusa sull'Appennino[59][61].

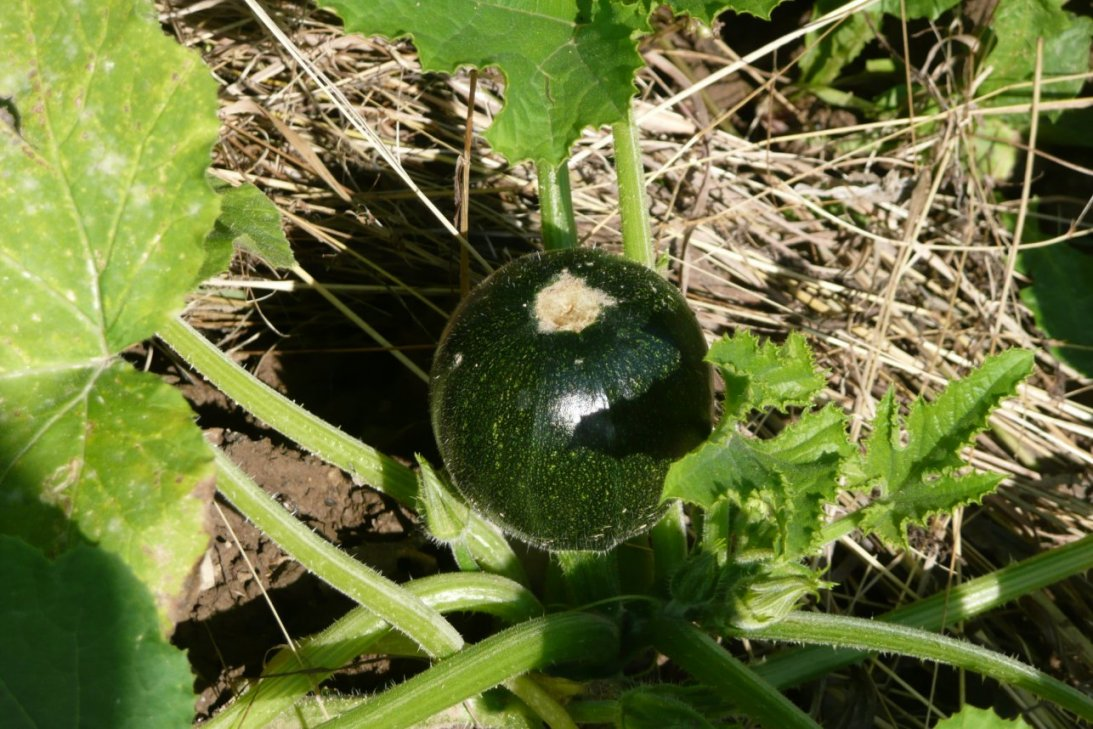
Zucchino tondo di Piacenza.

Anche altri secondi piatti, per lo più a base di verdura, lasciano scoperti i legami con la cucina ligure. È il caso delle
- verdure ripiene, tra le quali sono comuni
  - gli zucchini[62]
  - le cipolle[59][63];
  - i cavoli (ricetta tipicamente dell'Appennino dove è chiamata cöri pin)[64];
  - i verzolini, ossia foglie di verza che avvolgono un ripieno solitamente composto da uova, pan grattato, formaggio grana grattugiato e salsiccia (alcune varianti prevedono anche la carne di manzo tra gli ingredienti del ripieno)[65]. Da non confondere con gli omonimi involtini di carne.

Come in altre zone dell'Italia settentrionale, dove sono presenti ambienti umidi e boschi, non mancano i modi per cucinare le rane, specialmente fritte, e le lumache. Queste ultime sono note come
- lumache alla bobbiese (lümas a ra bubièisa in dialetto bobbiese, oppure lümag alla bubieśa), lumache in umido, preparate con lumache pronte lessate, pulite e frollate e poi cucinate a fuoco lento aggiungendo sedano, cipolla, carote, porro, alloro, chiodi di garofano, salsa di pomodoro, brodo, olio, lardo, aglio, prezzemolo, sale e pepe[67]. Sono tipiche di Bobbio, dove si consumano alla vigilia di Natale come piatto di magro. Sono prodotto De.Co. a Bobbio.

Scarsissime sono le preparazioni a base di pesce. Classico dei giorni di magro è il merluzzo in umido, un tempo considerato piatto di bassa cucina; si lascia cuocere in casseruola con burro, olio, cipolla, aglio, salsa di pomodoro e si serve con polenta. Nelle abitudini alimentari dei paesi situati lungo il corso del Po è entrato il pescegatto, fritto o in umido, introdotto nel fiume dall'America settentrionale all'inizio del Novecento. Quello servito oggi dai ristorati è di allevamento.

## Piatti della consuetudine
Si tratta di piatti che non sono legati ad alcuna ricorrenza particolare e che in passato venivano per lo più preparati con ingredienti poveri o facilmente reperibili, molto frequentemente recuperando gli avanzi del pasto precedente. Ricette di questo tipo sono comuni o simili, almeno negli ingredienti, a quelle di altri territori della Pianura padana.
Il più noto è la polenta, che compare sulle tavole del Piacentino prevalentemente nei mesi autunnali ed invernali non solo come accompagnamento alla pìcula 'd cavall. Due sono le preparazioni più popolari:
- polenta coi ciccioli (puleinta e graséi)[71] nella quale all'impasto di farina di mais si accompagnano i ciccioli, pezzi di grasso e carne di maiale cotti, salati ed essiccati. È stata denominata prodotto De.co. dal comune di Rottofreno;
- puleinta consa (polenta concia), consistente in strati sottili di polenta ricoperti di sugo e alternati con un'abbondante spolverata di Grana Padano[72].

A lungo è stato il riso, più che la pasta, l'elemento principale dei primi piatti:
- risotto con codini di maiale[73]
- riso e cotenne (riś e cudagh, riś e cudghi)
- risotto coi funghi
- riso e zucca
- risotto con verze e costine di maiale, piatto consumato nei mesi invernali, che condivide le radici della più conosciuta Cassœula lombarda[74]
- riso e latte (riś e latt), minestra a base di riso bollito nel latte, acqua, sale, condita con burro e grana; vi è anche una variante dolce preparata aggiungendo al latte qualche cucchiaio di zucchero e poca vanillina durante la cottura, eventualmente anche cannella per insaporire.

Veniva riutilizzato inoltre per la preparazione dei
- frittellini di riso, (i burtlein, i fritlein), piccole frittelle risultanti dall'amalgama di acqua, farina e riso avanzato (in alternativa anche pasta di minestra) fritte in padella.

Tra le zuppe, le più note sono senz'altro
- la zuppa di pesci del Po[75]
- la zuppa di ceci (süppa ad sìśar) molto diffusa in Val Tidone e nel limitrofo Oltrepò Pavese. A Bobbio e in alta Val Trebbia[76] è un piatto tipico invernale, consumato in particolare in occasione della Commemorazione dei defunti, realizzato con brodo, pane inzuppato, ceci, costine di maiale o biancostato di manzo, olio, salvia, sale e pepe.

Una minestra preparata per sfruttare gli avanzi, la cui tradizione sopravvive ancora presso alcune famiglie, è la panä o panada, ampiamente diffusa in varie aree dell'Italia settentrionale. È costituita da pane raffermo posto nel brodo insieme a uova e formaggio grattugiato, olio e noce moscata. Si serviva spesso ad anziani ed infermi.
Uno degli ingredienti di base nell'alimentazione del Nord Italia sono state a lungo le patate, la cui coltivazione nel Piacentino è ancora radicata nelle aree appenniniche. Venivano comunemente impiegate per:
- gli gnocchi di patate[33], che il comune di Farini valorizza con la De.co., pur essendo diffusi in molte zone dell'Italia settentrionale (sono accompagnati dal sugo di funghi)
- le polpette di patate (il caniff, il pulpëtt ad patät, il pulpëtt cun i pumm da terra)
- le patate mescé, una sorta di poco elaborata purea di patate dell'alto Appennino (note come perbugion nel Genovese) costituita da patate lessate e ridotte in poltiglia con uno schiacciapatate, alla quale si aggiungevano latte e formaggio.

Soprattutto in epoche di minor benessere economico, le polpette potevano essere anche a base di carne di vitello lessata e avanzata, che veniva tritata con la mezzaluna con un'aggiunta di prezzemolo, uova ed eventualmente pane, formaggio Grana e patate. Il pane secco veniva abitualmente riutilizzato non solo nelle polpette, ma anche in diversi tipi di ripieno, tra i quali quello dei verzolini, involtini di carne lessa avanzata ripieni di pane e formaggio. Con questo nome si identificano anche gli involtini di verza.
La verza a listarelle cotta in padella con aceto e altri ingredienti è nota come sancrau: si tratta del contorno abbinato al cotechino o alla salsiccia. La somiglianza tanto culinaria quanto fonetica con sauerkaut (in lingua tedesca crauti, cioè l'abbinamento dei würstel, altro tipo di carne insaccata), fa pensare ad un piatto introdotto nell'Italia settentrionale dalle truppe austroungariche tra il XVIII e il XIX secolo. Questa preparazione è diffusa in particolare nella pianura nordorientale piacentina.
Pilastro della cucina povera, i legumi fornivano l'apporto di proteine quando la carne scarseggiava tra la maggior parte della popolazione. Oltre che nei già citati pisarei e faśö e zuppa di ceci, i legumi potevano accompagnare la carne del suino o i resti della sua lavorazione, come nel caso della pancetta e piselli, consumato nelle gavette da contadini e operai (pezzetti di pancetta piacentina soffritti nel burro con cipolla e aggiunta di salsa di pomodoro, piselli e altra pancetta). E ancora delle cotenne e ceci, preparazione derivante da un brodo di ceci al quale si aggiungono burro, olio, funghi, cotenne ed eventualmente puntine di costine. In Val Nure ai fagioli più frequentemente sostituivano i ceci nella preparazione del piatto.
Tradizionale era il consumo di ortaggi selvatici come la barba di becco (bäśaprett) e la cicoria comune (sprella), oppure il luppolo selvatico impiegato nella preparazione di frittate e risotti.

## Dolci
La tradizione dolciaria piacentina non è altrettanto ricca come quella dei primi e dei secondi piatti. Si tratta di preparazioni semplici, realizzate con prodotti genuini e delle quali si ricordano tuttavia:
- la spongata[85] è un dolce a base di nocciole, mandorle, uvetta e frutta candita della Bassa piacentina, tradizionale anche nel Parmense e nel Reggiano; si ritiene avere probabili origine ebraiche in quanto nei territori di produzione erano insediate alcune comunità di Ebrei[86].
- la torta di fichi, basata su una ricetta del XVIII secolo rinvenuta ad Albarola, frazione del comune di Vigolzone[87], riconosciuta con la De.Co.
- la torta di mandorle alla bobbiese (Ra tùrta d'armandul in dialetto bobbiese, nome depositato), tipica ricetta medievale bobbiese, a base di farina di mandorle e mandorle tritate, tuorli d'uovo e albumi con zucchero, nelle varianti morbida, ripiena e secca. È prodotto De.Co. a Bobbio
- la torta di Vigolo, prodotta a Vigolo Marchese, frazione di Castell'Arquato, a partire dagli anni settanta del Novecento, con pasta frolla ricoperta da una crema al cioccolato. La ricetta è segreta, pertanto è venduta solamente in un numero ridotto di panetterie del Piacentino[88].
- la torta spisigona che prende il nome dal verbo spisigä, pizzicare in dialetto piacentino, da cui il sostantivo spisigón, pizzicotto. Questo perché si prepara unendo tra loro pezzetti minuti di impasto. È realizzata con farina, uova e zucchero. Pare aver fatto la sua comparsa nel Primo dopoguerra a Gragnano Trebbiense[89], dove è valorizzata con la De.Co[90]
- i turtlitt o turtéi ad San Giüśepp, i tortelli dolci preparati in occasione del Carnevale e per la ricorrenza di San Giuseppe, il cui ripieno, che varia a seconda delle tradizioni locali o delle usanze famigliari, può prevedere amaretti, marmellate di vario tipo o mostarda. Possono essere cotti al forno a legna o fritti.
- i farsö, frittelle tipiche di Bobbio e della Val Trebbia, preparate in occasione del Carnevale e soprattutto in occasione della festa di San Giuseppe attorno ai falò serali (ra fuiè a Bobbio - ra fuià in alta val Trebbia), composti da pasta molto lievitata di forma tondeggiante e fritti in olio o strutto.
- il croccante bobbiese (crucànt), dolce di mandorle tostate intere e a pezzi, miele e zucchero caramellato. La tradizione del croccante realizzato in forma di cestino è ancora viva a Bobbio e nell'Alta Val Trebbia[91]. È prodotto De.Co. a Bobbio.
- il latte in piedi (latt in pé), versione delicata della crème caramel; è fatto con latte, zucchero e uova, ingredienti facilmente reperibili nelle campagne[92]
- il bunettu, dolce al cucchiaio dell'alta Val d'Aveto a base di latte, uova, zucchero, liquori diversi, scorza di limone e mandorle amare, anch'esso affine alla crème caramel[93]
- buslàn, la tradizionale ciambella[94][95]

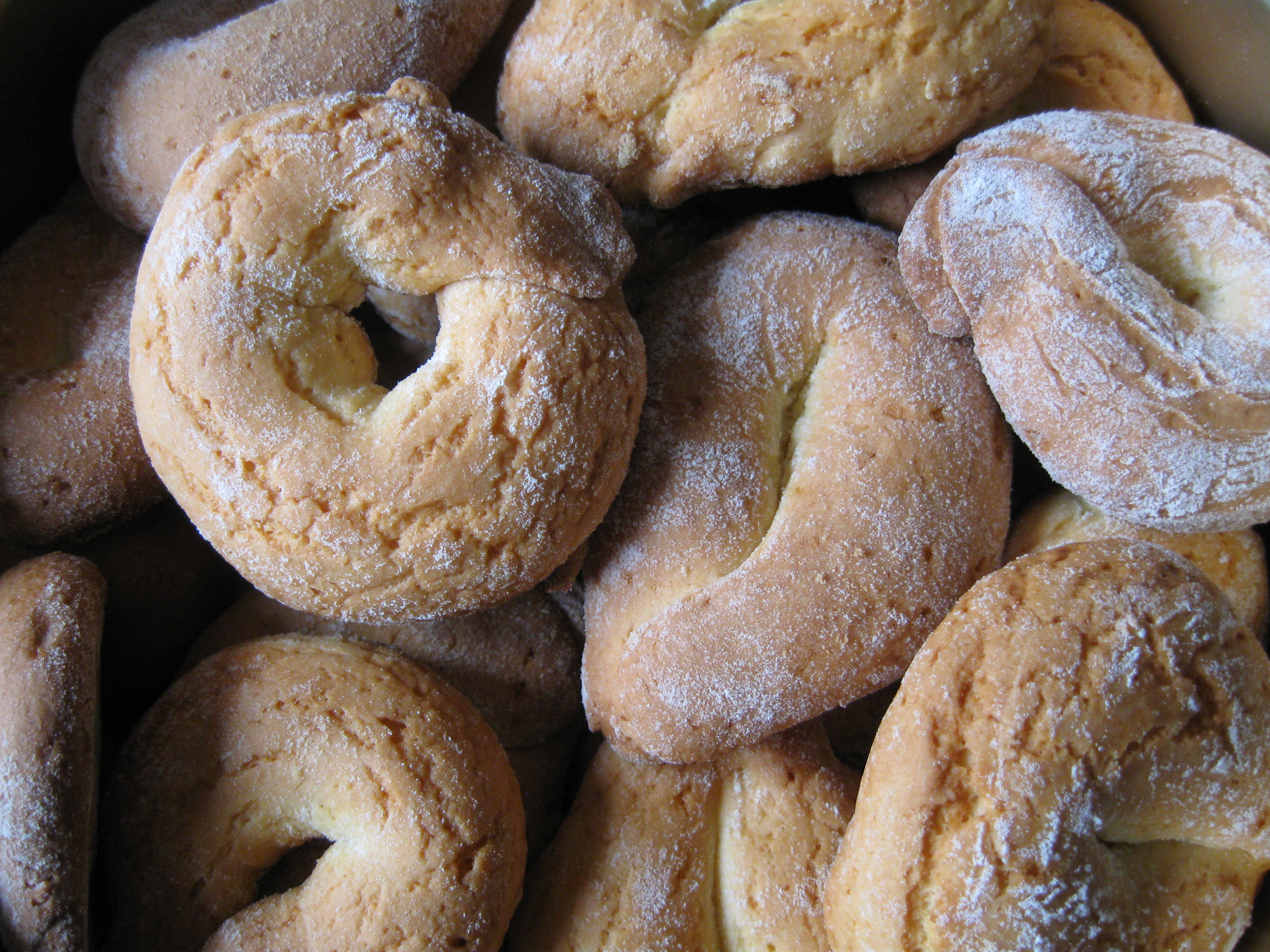
Buslanein fatti in casa

- i buslanein, le ciambelline dure, talvolta legate a particolari ricorrenze religiose[96], riconosciute De.Co. a Rottofreno

Conosciuti come specialità del Piemonte e della Liguria, i canestrelli (biscotti di farina bianca) per prossimità fanno parte della tradizione gastronomica dell'Alta Val Trebbia e della Val d'Aveto, essendo presenti nei ricettari piacentini almeno dal Settecento.
Tipica di Caorso e della Bassa piacentina è la śbriśulina (o sbriciolina),  torta friabile d a base di farina bianca e gialla, uova, burro e strutto, probabilmente di origine ebraica. È considerata l'antenata della più nota sbrisolona, nata a Mantova, ma comunissima sulle tavole del Piacentino e di altre province.
A distinguere le due ricette è la presenza delle mandorle nell'impasto della sbrisolona. Tuttavia, per contaminazione, esse vengono talvolta aggiunte alla śbriśulina. Ulteriore variante di questi dolci è la torta di mandorle di San Martino in Olza, frazione di Cortemaggiore.

## Vini
Il vino piacentino più conosciuto è il Gutturnio, ma vi sono molti altri vini della zona, marchiati Colli piacentini, derivati dalle uve coltivate in collina.

## Liquori
- Bargnolino (bargnulein, bargnulen), liquore dolce fatto con le bacche del prugnolo (localmente chiamato bargnö o brügnö). Una volta prodotto, deve riposare almeno tre anni prima della consumazione; a seconda delle preparazioni può avere una gradazione alcolica tra i venticinque ed i trenta gradi. È un ottimo digestivo[102][103];
- nocino liquore diffuso in Emilia e fatto con le noci verdi raccolte il giorno di San Giovanni Battista (24 giugno). Deve riposare alcuni anni prima della consumazione per poterlo apprezzare[104][105].